# スティーヴン・コリンズ
スティーヴン・コリンズ（Stephen Collins、1947年10月1日 - ）は、アメリカ合衆国の元俳優。

## 出演作品
- レボリューション2
- スキャンダル2　託された秘密
- 新・三バカ大将　ザ・ムービー
- パワー・オブ・フォー　普通じゃない家族
- プライベート・プラクティス4（キャプテン）
- ブラザーズ＆シスターズ　ファイナル・シーズン
- プライベート・プラクティス3（キャプテン）
- LAW & ORDER： 性犯罪特捜班 シーズン9
- フィラデルフィアは今日も晴れ シーズン3
- 恋とスフレと娘とわたし（ジョー）
- フィラデルフィアは今日も晴れ シーズン2
- ブラッド・ダイヤモンド（ウォーカー）
- ニコルに夢中
- ワンダフル・ワールド2
- ファースト・ワイフ・クラブ
- 家庭崩壊／隠されたレイプ事件
- Ｎ.Ｙ.コレクション
- ワンダフル・ワールド
- スカーレット／続・風と共に去りぬ
- リメンバー～危険な愛の追憶
- マイ・ニュー・ガン／あぶない若妻
- 愛と憎しみの銃弾
- ジャクリーン／ケネディが愛した女
- ステラ
- ウィークエンド・ウォー
- ケビン・ベーコンの ハリウッドに挑戦！！
- グレンヴィル家の秘密（前・後）
- 華麗なる女実業家　続・炎のエマ
- ジャンピン・ジャック・フラッシュ
- 激突！空中アトミック戦略／ヒーロー・ボンバー
- マイナー・ブラザース／史上最大の賭け
- 警察署長（ビリー・リー）1983年CBSテレビ(1985年NHK総合)
- ラヴィング・カップル
- スター・トレック（ウィラード・デッカー副長）1979年パラマウント映画
- 悲愁
- ライネマン・スパイ作戦
- 大強奪
- 大統領の陰謀（ヒュー・スローン）1976年ワーナー・ブラザース映画
- デビアスなメイドたち（フィリップ・デラトゥア）